# Partit de la Societat Majoritària
El Partit de la Societat Majoritària (en anglès, Bahujan Samaj Party; en hindi बहुजन समाज पार्टी, 'Partit de la Societat Majoritària') és un partit polític de l'Índia, de tendència socialista, que representa als intocables dalits.
El partit es va crear el 1984. Des del 1991 va començar a buscar aliances estatals i el 1995 va fer aliança amb el Bharatiya Janata Party, però a les eleccions de 1996 va tornar a participar sol, igual que ho va fer a les del 2000, amb uns bons resultats.
El seu símbol és un elefant.